# Legszebb versek
A legszebb versek kollokviális (köznapi) megnevezése annak az 1962 és 1989 között megjelent könyvsorozatnak, amelyet a bukaresti Ifjúsági Könyvkiadó indított, majd 1970-től az Albatros Könyvkiadó jelentetett meg. A sorozat kötetei a magyar, a román és a világirodalom egy-egy jeles költőjének verseiből adnak válogatást magyar nyelven. Az egyes kötetek címlapján a költő neve alatt a „legszebb versei” felirat látható, innen ered a könyvsorozat szokásos elnevezése. Román párja az ugyanott megjelent Cele mai frumoase poezii.

## A kiadott kötetekről
Kötetei, amelyeket általában rövid előszó vezetett be (nemegyszer magának a fordítónak a tollából), legnagyobb részt a magyar (32) és a román (16) irodalomból nyújtanak kóstolót a verskedvelőknek, de a szerkesztők törekvése volt kitekintést adni a világirodalomra is: az orosz és szovjet irodalmat három szerző (Puskin, Majakovszkij, Jeszenyin), a franciát és az amerikait két-két szerző, (Apollinaire és Guillevic, ill. T. S. Eliot és Whitman), a török irodalmat Nâzım Hikmet, a németet Bertolt Brecht, az olaszt Salvatore Quasimodo képviseli; a kortárs magyarországi lírát – még az 1960-as években- Illyés Gyula, Kassák Lajos, Szabó Lőrinc, majd az 1970-es évek végétől Juhász Ferenc, Nagy László, Pilinszky János és Weöres Sándor, a kortárs román lírát pedig Nicolae Labiș, Ioan Alexandru s az 1960-as években Mihai Beniuc, Nina Cassian, Maria Banuș, George Călinescu.
A sorozat kedvelőinek száma – talán a könyvterjesztő szűkkeblűsége miatt is – csak kevés kivétellel haladta meg az 1500–2000-et. E kivételek közé sorolható az Arany János-kötet 17 000, Kányádi Sándor (két kiadásban) 25 000, Szabédi László 9300, Janus Pannonius 4000, illetve az Mihai Eminescu 5500 és Blaga-kötet 5000 példánnyal.
A sorozatnak az Albatrosnál megjelent utolsó kötetei: 1988-ban Johannes Bobrowski (Adonyi Nagy Mária előszavával); 1989-ben Federico García Lorca (Kovács András Ferenc előszavával); 1990-től a sorozat folytatását a Kriterion tervezte, a meghirdetett Nemes Nagy Ágnes-kötet megjelenésére azonban nem került sor.